# Espace urbain La Rochelle-Niort-Val de Charente
L’espace urbain La Rochelle-Niort-Val de Charente est un espace urbain français centré autour des aires urbaines de La Rochelle, Niort, Saintes, Rochefort, Cognac et Fontenay-le-Comte. Il s'agit du 13e espace urbain de la France, en 2007, regroupant 538 473 habitants sur 3 891,09 km2.

## Caractéristiques
En 2007, l'espace urbain La Rochelle-Niort-Val de Charente regroupait 252 communes essentiellement de Charente-Maritime, mais aussi de Charente, Deux-Sèvres et Vendée.

## Pour approfondir